# Marsovci
Marsovci su fiktivna inteligentna bića s planeta Mars.

## Marsovci u književnosti
U knjizi Rat svjetova koju je napisao H. G. Wells, pisac je stvorio stereotip o krvožednim Marsovcima, koji je kasnije mnogostruko upotrebljavan u filmskoj industriji te u književnosti.

## Marsovci u filmovima
Marsovci su jako popularni u američkim filmovima, gdje su obično prikazivani kao agresivna i krvožedna bića. Vrlo popularan Marsovac jest luckasti Marvin the Martian koji se pojavljuje u crtanim filmovima serijama Looney Toons tj. u crtićima sa Zekoslavom Mrkvom (eng. Bugs Bunny).